# Golden Dzyga

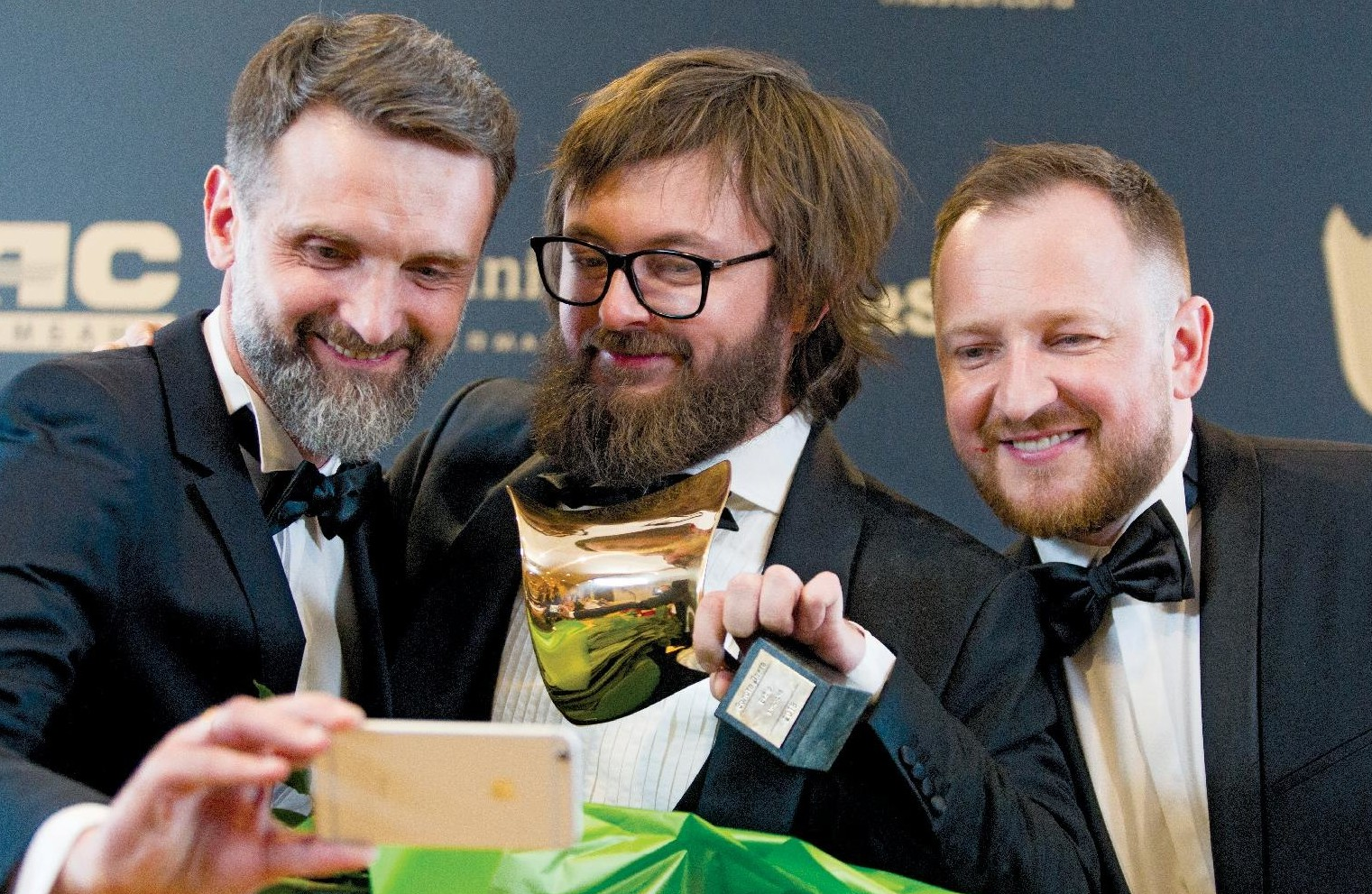
Cerimónia em 2018

O "Dzyga Dourado" (em ucraniano:  Золота дзиґа) é um prémio nacional de cinema ucraniano concedido por realizações profissionais no desenvolvimento do cinema ucraniano. Fundado em 2017 pela Academia Ucraniana de Cinema, a primeira cerimónia de premiação ocorreu a 20 de Abril de 2017 no "Fairmont Grand Hotel Kyiv".

## Prémios
O Prémio Dzyga Dourado é concedido nas seguintes 22 categorias (2020):
- Melhor filme,
- Melhor Director (prémio Yuri Ilyenko),
- Melhor Actor Principal,
- Melhor Actriz em Papel Principal,
- Melhor Actor Coadjuvante,
- Melhor Actriz Coadjuvante,
- Melhor Director de Fotografia,
- Melhor Cenografia,
- Melhor Roteiro,
- Melhor Compositor,
- Melhor Documentário,
- Melhor Filme de Animação,
- Melhor Curta-Metragem,
- Melhor Maquilhador (desde 2018),[3]
- Melhor Figurinista (desde 2018),[3]
- Melhor Director de Som (desde 2018)[4]
- Melhor Canção (Artist Awards) (desde 2019)[5]
- Prémio para os melhores efeitos visuais,
- Melhor Edição (prémio concedido desde 2019),[5]
- Descoberta do Ano,
- Contribuição para o desenvolvimento da cinematografia ucraniana,
- Prémio do Público (prémio concedido desde 2018).[6][7][8]